# Ceraturgus oklahomensis
Ceraturgus oklahomensis là một loài ruồi trong họ Asilidae. Ceraturgus oklahomensis được Bromley miêu tả năm 1934.